# Межа Хаяші
Межа Хаяші — визначає максимальний радіус зорі при заданій масі. Коли зоря цілком перебуває в стані гідростатичної рівноваги — тобто коли спрямовані всередину сили гравітації врівноважуються спрямованим назовні тиском плазми, — то її радіус не може перевищувати межу Хаяші. Це має важливе значення для еволюції зір, як у період послідовного стиснення, так і на пізніших стадіях, коли зоря вже вичерпала весь водень для проведення термоядерної реакції.
Діаграма Герцшпрунга — Рассела показує відношення поверхневої температури зорі до її світності. Межа Хаяші формує на ній практично вертикальну пряму в районі 3500 К. Зовнішні шари низькотемпературних зір завжди конвективні, і моделі зоряної будови для повністю конвективних зір не дають розв'язку праворуч від цієї лінії. Таким чином, теоретично зорі змушені залишатися ліворуч від цієї межі протягом усіх періодів, коли вони перебувають у гідростатичній рівновазі, а область праворуч від лінії утворює свого роду «заборонену зону». Однак треба зважати, що з правила є винятки. До них відносяться колапсуючі протозорі, а також зорі з магнітними полями, які заважають внутрішньому перенесенню енергії за допомогою конвекції.
Названа на честь японського астрофізика Тюсіро Хаяші.

## Також дивіться
- Межа Еддінгтона
- Межа Чандрасекара
- Трек Хаяші